# Canada Life Centre
Das Canada Life Centre ist eine Mehrzweckhalle im Zentrum der kanadischen Stadt Winnipeg, Provinz Manitoba. Die Halle steht dort, wo sich ehemals Kanadas größtes Kaufhaus der Warenhauskette Eaton’s aus dem Jahr 1899 befand. Eaton’s ging 1999 in die Insolvenz und das Haus wurde Ende 2011 geräumt. Der Bell MTS Place gehört der Investorengruppe True North Sports & Entertainment Limited. Die Baukosten betrugen 133,5 Millionen CAD, die Fläche macht 41.000 m² aus.

## Geschichte
Eröffnet wurde die Arena am 16. November 2004 und ersetzte die mittlerweile abgerissene Winnipeg Arena. In der Arena finden 15.004 Zuschauer bei Eishockeyspielen und bis zu 16.345 Personen bei Konzerten Platz. In der Planungs- und Bauphase hieß die Arena „True North Centre“. Nach der Fertigstellung wurde das Telekommunikationsunternehmen Manitoba Telecom Services (MTS) für sieben Millionen CAD der Namensgeber. Der Vertrag hatte eine Laufzeit von zehn Jahren.
Die Arena war von 2004 bis 2011 und ist seit 2015 wieder die Heimstätte des Eishockeyteams Manitoba Moose aus der American Hockey League. Außerdem war sie Austragungsort eines Preseason-Spiels der Basketball-Teams Toronto Raptors gegen die Portland Trail Blazers aus der NBA. Weiterhin wurden die Juno Awards zur Ehrung kanadischer Musiker und das AHL All-Star Classic 2006 im MTS Centre abgehalten.
Im April 2007 wurde in der Arena die Eishockey-Weltmeisterschaft der Frauen ausgetragen. Seit der NHL-Saison 2011/12 ist die Arena die Heimat des NHL-Franchise Winnipeg Jets. Nach vier Jahren in St. John’s kehrten die Manitoba Moose zur Saison 2015/16 in die Arena zurück und tragen dort wieder ihre Heimspiele aus.
Wie im Januar 2014 angekündigt, sollte die Arena nach dem Plan True North 2020 bis 2020 durch bauliche Maßnahmen im Wert von 20 bis 30 Millionen CAD modernisiert werden.
Im Januar 2015 enthüllte die True North Sports & Entertainment Pläne für Umbaumaßnahmen, die im Sommer 2015 durchgeführt wurden. Die Arena erhielt einen neuen Videowürfel. Der neue Würfel ist zweieinhalb Mal größer als der bisherige Videowürfel. Darüber hinaus ist die Bildauflösung zehnmal so hoch wie zuvor. Des Weiteren wurden 278 Premium-Sitze auf dem Oberrang im Bereich der ersten Reihe des 300 Level installiert, wodurch die Kapazität auf 15.294 Plätze erhöht wurde. Eine neue Sicherheitsverglasung im 300 Level soll den Blick auf das Spielfeld verbessern. Neben der Einrichtung eines neuen Fernseh-Kontrollraums erhielt die Arena eine neue Beschallungsanlage. Zusätzlich wurde die Halle durch die hochauflösenden Bildschirme des Videowürfels mit neuen Kameras versehen. Die Kosten betrugen 12 Millionen CAD.
Nach der Übernahme von Manitoba Telecom Services durch Bell Canada wurde die Arena im Mai 2017 von MTS Centre in Bell MTS Place umbenannt. Seit dem 1. Juli 2021 heißt sie Canada Life Centre. Der Sponsoringvertrag mit der Versicherungsgesellschaft Canada Life Assurance Company geht zunächst über zehn Jahre.

## Galerie

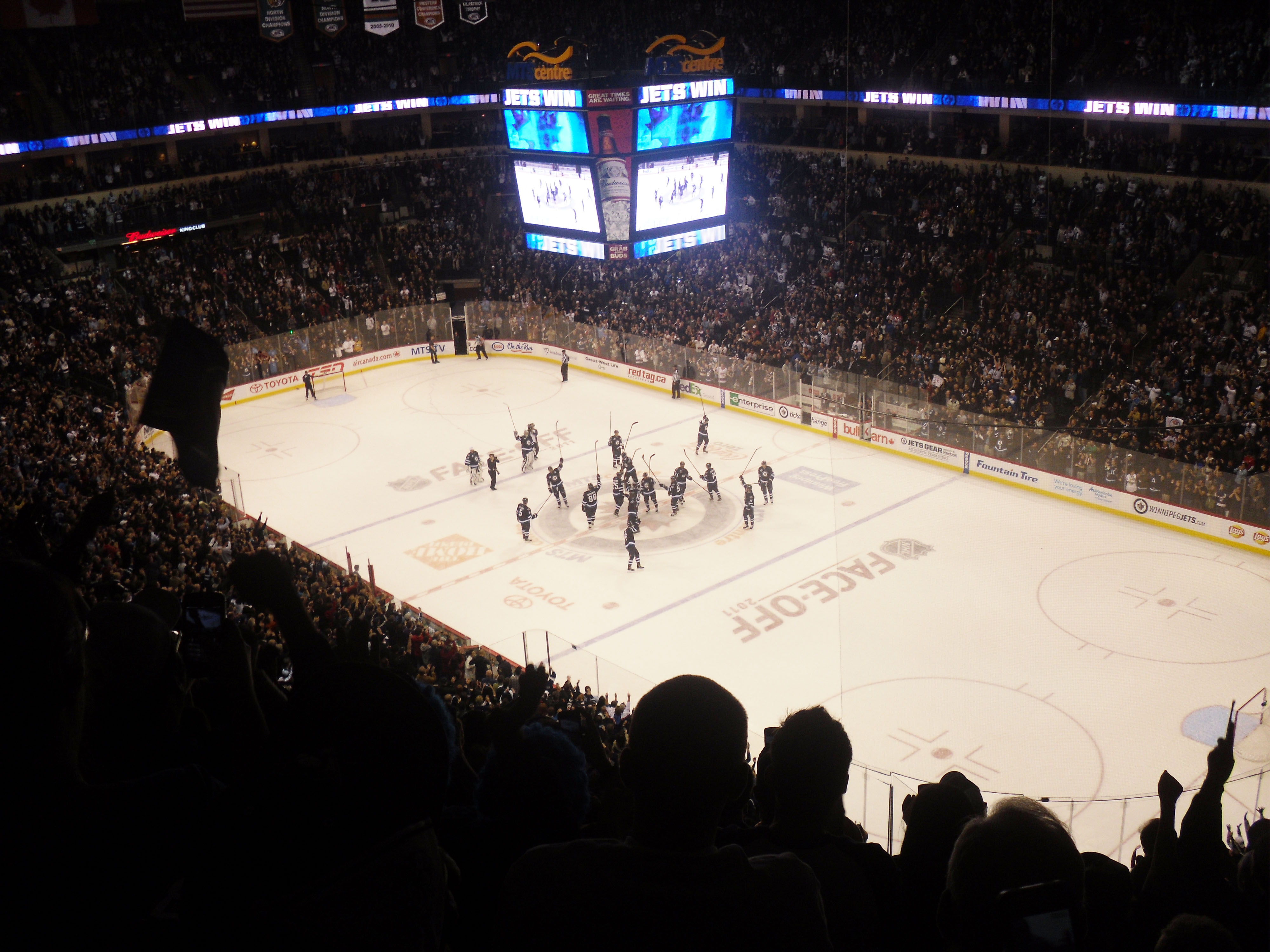
Die Winnipeg Jets feiern im MTS Centre ihren ersten Sieg nach der Neugründung des Teams 2011
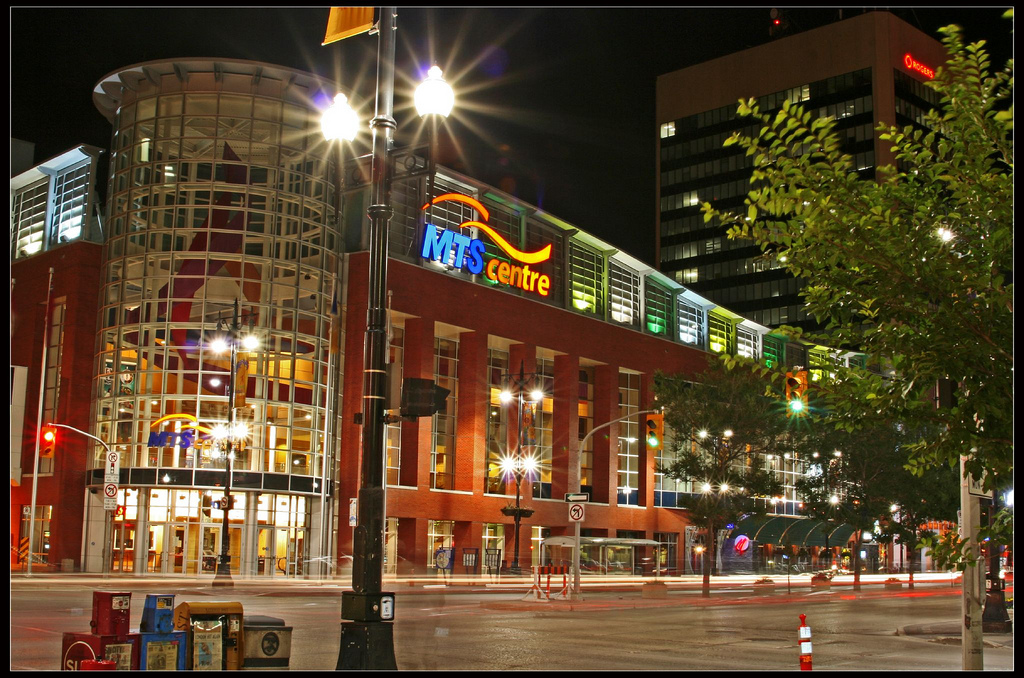
Das MTS Centre im Abendlicht